# 4-та бригада оперативного призначення НГ (Україна)
4-та бригада оперативного призначення імені Героя України сержанта Сергія Михальчука «Рубіж» (4 БрОП, в/ч 3018) — військове формування Національної гвардії України. Входить до складу 2-го корпусу НГУ «Хартія». Одна зі штурмових бригад Гвардії наступу Міністерства внутрішніх справ України.
Бригада створена 2015 року за стандартами НАТО, що знайшло своє відображення на емблемі Бригади — найвагомішими критеріями на етапі формування було експертне забезпечення, високоякісний відбір бійців і технічне оснащення.

## Історія

### Формування та перші роки
Бригада була створена у рамках експериментальної програми, в основу її функціонування покладена модель прийняття рішень MDMP (англ. Military decision making process), що використовується у військових формуваннях США. Модель застосовується для тактичного планування, а також підготовки офіцерів штабу батальйону.
2016-го року на той нас найновіша в Національній гвардії України бригада отримала свій бойовий прапор.
Того ж року військовослужбовців бригади «Рубіж» вперше взяли участь у навчаннях Rapid Trident у Міжнародному центрі підготовки миротворчих сил в Яворові за участю військовослужбовців країн НАТО.
Протягом 2016—2017 року ротно-тактична група Бригади «Рубіж» виконувала бойові завдання на першій лінії оборони в районі Станиці Луганської, що стало першим бойовим відрядженням в зону бойових дій військовослужбовцями бригади в часи Антитерористичної операції.
2018 року військовослужбовці бригади виконували завдання в районі Маріуполя. Серед переліку завдань — підсилення блокпостів у населеному пункті та околицях, виявлення та ліквідація незаконних збройних формувань.
У вересні цього ж року ротно-тактична група Бригади «Рубіж» взяла участь у міжнародних військових навчаннях Rapid Trident.

### Бої на Світлодарській дузі
З осені 2019 по весну 2020 року вже в рамках Операції Об'єднаних Сил військовослужбовці бригади «Рубіж» виконували бойові завдання під час кампанії на Світлодарській дузі. Тоді, завдяки злагодженій та професійній роботі командування підрозділу, вдалося облаштувати 9 нових вогневих позицій, що дозволило суттєво вирівняти лінію зіткнення на користь українських сил.
Основним противником військовослужбовців бригади «Рубіж» під час кампанії на Світлодарській дузі стали представники терористичного незаконного збройного угруповання Сомалі (батальйон).
21 серпня 2020 року, згідно Указу Президента України № 336/2020, враховуючи бойові заслуги, мужність, високий професіоналізм та зразкове виконання покладених завдань особовим складом, бригаді присвоєно ім'я Героя України сержанта Сергія Михальчука, який загинув, прикриваючи побратимів, під час виконання бойового завдання.
Документальний фільм про участь бійців бригади «Рубіж» в боях на Світлодарській дузі воїнами бригади доступний на YouTube каналі бригади.

### Російське вторгнення в Україну
Бої за Гостомельський аеропорт
24 лютого близько 7:00 пункт постійної дислокації Бригади «Рубіж» зазнав обстрілу крилатою ракетою. Близько 8-ї години 34 російських вертольоти Ка-52, озброєних ракетами, вилетіли на південь через українсько-білоруський кордон на малій висоті в бік Києва.
Слідом вирушили 18 штурмових транспортників Мі-8, які перевозили до 300 елітних російських десантників. Вони висадили десант на аеродромі, де зав'язався бій із ротно-тактичною групою бригади чисельністю близько 150 бійців, озброєною в тому числі засобами ППО.

Зі спогадів командира зенітно-ракетного взводу бригади «Рубіж» Сергій Фалатюка, який тоді ніс бойове чергування на аеропорту «Антонов», їх завдання було — прикривати українську авіацію, натомість у небі він побачив надсучасні російські гвинтокрили КА-52.
«Він летів прямо на нас, на нашу позицію. Я був упевнений на 100 %, що це не наша авіація і я миттєво прийняв рішення, що вогонь на ураження, знищуємо противника», - розповідає Сергій. 
Стріляв Сергій Фалатюк з радянського переносного зенітно-ракетного комплексу «Ігла». Хоча це не було його прямим завданням, Сергій  схопив ПЗРК і вийшов на злітну смугу. Гелікоптер летів в його напрямку, відстань була до 500 метрів.
«Я побачив КА-52, підбіг до ракети, закинув на плече. Відкинув приціли, відтягнув ручку накола і зробив накол, прицілився в гелікоптер, побачив, що він дуже близько до мене, я його пропустив, розвернувся і здійснив постріл йому навздогін.»
«Була думка, що ми їх не зможемо знищити так, як їх описує Росія, як про них пишуть, що йому „аналогов нєт“, він не зіб'ється, ні з чого. Але залишилося шасі і шматок їхньої броні, яка не врятувала. Переносні зенітні комплекси „Ігла“ виявилися сильніші, ніж їхня броня.»
Бійці бригади не дозволили окупантам розгорнути основні сили в безпосередній близькості до Києва. Тоді було знищено п'ять та пошкоджено один російський гелікоптер, а також знищено близько роти особового складу противника.
Бої за Гуту-Межигірську
Протягом березня 2022 року ротна тактична група бригади відзначилася у боях в районі населених пунктів Ірпінь, Гута Межигірська та Мощун, завдавши відчутних втрат ворогу.
На цей напрямок росіяни кинули величезні резерви живої сили, озброєння та техніки. Під селом Гута-Межигірська за 10 кілометрів від північно-західних околиць Києва ворог намагався пробити оборону Сил оборони України.
6 березня гвардійці бригади Рубіж" зайняли позиції біля села, аби не дати окупантам переправитися через річку Ірпінь та обійти село Мощун з правого флангу.
Станом на 12 березня противник спланував штурмові дії та обстріляв позиції українських воїнів з артилерії, танків, БМП за підтримки авіації.
Під час оборони населеного пункту Гута-Межигірська підполковник бригади «Рубіж» Богдан Лещишин очолив бронегрупу, завданням якої було повернути позицію, втрачену під час обстрілів та не допустити просування противника.
Богдан Лещишин змінив маршрут руху, визначив своїм підлеглим зручні вогневі позиції аби забезпечити прикриття основних колон бійців 72-ї бригади ЗСУ і дати збройну відсіч окупантам. Вже у перші хвилини бою було знищено три російські БМП та близько взводу російської піхоти. Під час ведення бойових дій підполковник Лещишин отримав осколкове поранення стегна від чергового ворожого снаряду й акубаротравму, однак від евакуації відмовився та продовжив командування й корегування вогню по противнику.
Згодом позиції бригади були обстріляні ворожими «Градами». Підполковник Богдан Лещишин отримав нові поранення та до кінця виконував бойове завдання, отримавши поранення, несумісні з життям під час спроби його евакуації на полі бою.
За особисту мужність і героїзм, проявлені у захисті державного суверенітету та територіальної цілісності України, самовіддане служіння Українському народу, Указом Президента України № 275/2022 від 25 квітня 2022 року підполковнику Лещишину Богдану Григоровичу присвоєно звання Герой України з удостоєнням ордена «Золота Зірка» (посмертно).
Про життєвий шлях і військову кар'єру Героя України Богдана Лещинина — було знято документальний фільм з серії проєкту «Розстріляні росією» від МВС України.
Бої за Рубіжне та Сєвєродонецьк
Напередодні повномасштабного вторгнення Росії на територію України практично всі боєздатні підрозділи Бригади «Рубіж» прибули до Луганської області для виконання завдано в зоні ведення бойових дій в рамках тодішньої Операції об'єднаних сил. Проте вже 24 лютого 2022 року 4-та бригада оперативного призначення НГУ однією із перших зустріла російські колони бронетехніки на Луганщині.

Події 24 лютого згадує воїн бригади з позивним «Арієць»:
«Ми приїхали в Лисичанськ, переночували, все, наче, було добре, противник лише інколи обстрілював місто. Але коли ми вже вирушили безпосередньо в Рубіжне через вікно своєї машини я бачив реальний блокбастер: місто було у вогні, все навколо горіло та вибухало, з таким у своєму житті я ще не стикався.»
Противник за кількістю значно переважав підрозділи Сил оборони України, командуванням було прийнято рішення про тактичний відхід на резервні рубежі. Ними стала агломерація Сєвєродонецьк-Рубіжне-Лисичанськ, розташована на берегах річки Сіверський Донець. Зручна природна перешкода була використана для оборони.
«На той момент співвідношення в артилерії в нас було 1 до 6 і навіть до 7. Тобто на наш один ствол — сім стволів противника і безмежна кількість боєприпасів. На той момент наша артилерія була змушена працювати іноді не тільки на 180 градусів, а на 250—260, тому що зліва, попереду, справа і навіть іноді ззаду був противник», - згадував про ті події Артем Ілюхін, тодішній командир 4-ї БрОП (2022—2024 роки).
Обстріли Рубіжного розпочались 4 березня 2022 року. У середині березня російські війська від Рубіжного вже були за п'ять кілометрів. Вони обстрілювали місто та позиції українських військових з артилерії, РСЗО, мінометів та наносили чисельні авіаційні удари.
«Я попросив бійці порахувати кількість „прильотів“ по нас — до 400 приходів на годину. О сьомій годині ранку вони зазвичай починали й так до самої ночі. Година тоді здавалася днем, день йшов як тиждень, а тиждень як місяць», — згадував кількість обстрілів противника воїн з позивним «Шостка».
У Рубіжному бої тривали 69 днів. Завдяки вмілим діям підрозділів Сил оборони України просування противника вдалося затримати на понад два місяці — саме стільки часу місто намагалися взяти в оточення.
Не зважаючи на тотальну перевагу армії противника у всіх видах озброєння бійці Бригади «Рубіж» успішно протистояли агресору, зокрема в піхотних боях, та брали участь в боях за Рубіжне поки його не було зруйновано російською авіацією та артилерією та місто перестало бути придатним для ведення оборонних дій.

Про бої в місті Рубіжне згадує воїн бригади з позивним Чех:
«В Рубіжному росіяни зайняли одну з будівель, яка мала доволі велике стратегічне значення і ми отримали наказ її звільнити та зачистити. Я не знаю, чи це була пастка, проте коли ми зайшли туди, ми зрозуміли, що противник встиг відійти, а натомість по нас почали працювати міномети. Півтори години. Ми зі снайпером піднялися на 4 поверх для спостереження — через деякий час ми помітили велику кількість ворожої піхоти та БМП. Ще через хвилину з-за будівель показалися 2 танки. Ми розуміли — це буде пекло. Нас було 13 осіб з невеликою кількістю піхоти — тобто максимум 2 відділення. Їх було 3 БМП, рота піхоти з двома танками підтримки та міномети. З іншого боку, ми бачили, що їх піхотинці не розуміли нічого — коли була стрільба, вони не шукали жодного укриття, просто ставали на коліно. Мого побратима так дістали ворожі БМП, що він дістав РПГ та підбив одну з них. Він підняв іншу „трубу“ та почав злісно вишукувати іншу. БМП він не побачив, проте побачив групу ворожої піхоти — він вистрілив просто в їх центр. Периферійним зором я побачив, як їх тіла розлітаються в сторони. Загалом, тоді ми завдали ворогу величезних втрат.»
У травні 2022 року противник здійснив спробу на цій ділянці фронту зайти у фланг Сил оборони України. Російські війська почали наводити понтонну переправу через Сіверський Донець поблизу села Білогорівка, щоб оточити оборонців Сєвєродонецька і Лисичанська. Ця спроба обернулася для ворога важкими втратами, переправа була знищена комбінованим ударом авіації та артилерії. Серед тих, хто зупинив просування противника, були і бійці Бригади «Рубіж».
Ранком 6 квітня на взводному опорному пункті в районі Рубіжного, за яке на той час точилися інтенсивні бої, група техніків безпілотних авіаційних комплексів розпочала ведення аеророзвідки. З метою виявлення прихованих ворожих позицій бійці запустили квадрокоптер, однак противник відкрив шквальний вогонь по операторах і збив сам апарат. За підрахунками техніків, коптер упав на територію Рубіжанського картонно-тарного комбінату на околиці міста. Знаючи, що через технічні проблеми на квадрокоптері міститься цінна інформація, яка не повинна потрапити в руки ворогу, головний сержант Носенко вирушив на його пошуки. На місці він виявив військову базу противника. Під час нерівного бою Микола по рації передав точні координати для нашої артилерії. На місці було знищено 50 окупантів та їхня техніка. Під час цієї операції Головний сержант Микола Носенко загинув.
За особисту мужність і героїзм, виявлені у захисті державного суверенітету та територіальної цілісності України, вірність військовій присязі Указом Президента України № 894/2022 від 27 грудня 2022 року головному сержанту Носенку Миколі Анатолійовичу присвоєно звання Героя України з удостоєнням ордена «Золота Зірка» (посмертно).
В пам'ять про мужність та героїзм Героя України Миколи Носенка Національної гвардією України було знято документальний ролик зі спогадів його побратимів та прижиттєвих архівних відео з Миколою.
Бригада «Рубіж» була одним з підрозділів Сил оборони України, яка до останнього тримала оборону в Сєвєродонецьку. У російській армії була перевага у живій силі та артилерії — місто обстрілювали постійно.
Обстріли Сєвєродонецьку почались ще в березні 2022 року, але в травні російські окупанти суттєво посилили тиск на місто після переміщення своїх підрозділів з півночі України. Задля спроб захоплення міста було сконцентровано значну кількість техніки та особового складу, також тривали постійні хаотичні обстріли, які перетворювали місто на руїни. У місті залишилось не більше 10 % цивільного населення.
В червні російські окупанти змогли захопити частину міста, але не контролювали його значну частину, на якій знаходився завод «Азот». Окупанти не припиняли масовані удари артилерією, наносили авіаудари, руйнуючи мости та комунікації.
В Сєвєродонецьку Росія вдалася до вже класичної тактики «м'ясні штурми». В піхотні бої противник вступав у складі взводів, рот. Попри майже критичну ситуацію бійці Бригади «Рубіж» проводили контратаки на позиції росіян у місті. Паралельно з розвідкою та піхотою працювали танки, які знищували російські укріплення.
24 червня 2022 року Генеральний штаб Збройних Сил України повідомив про вихід Сил Оборони України з Сєвєродонецька через загрозу оточення українських військ. На той час російська армія планувала підірвати мости між Лисичанськом та Сєвєродонецьком.
У ході бойових дій[на коли?] силами батальйонної тактичної групи бригади було завдано значних втрат противнику: знищено понад 300 одиниць броньованої техніки, зокрема 240 мм САУ «Тюльпан», ліквідовано понад 1000 загарбників та поранено біля 1300 окупантів.
27 липня 2022 року з метою гідного вшанування мужності та героїзму, виявлених під час захисту України (зокрема в містах Рубіжне та Сєвєродонецьк) бригада була відзначена почесною відзнакою «За мужність та відвагу».
Слобожанський контрнаступ
Після початку контрнаступу на півдні України в Херсонській області наприкінці серпня українські війська почали одночасний контрнаступ на початку вересня в Харківській області, на північному сході країни. Після несподіваного проникнення вглиб російських військ Україна визволила кілька сотень квадратних кілометрів території до 9 вересня. 10 вересня Інститут вивчення війни повідомив, що українські сили повернули контроль над приблизно 2500 км2 Харківської області, ефективно використавши прорив, а агентство «Reuters» повідомило, що російські війська були змушені відійти зі своєї бази в Ізюмі після того, як були відрізані захопленням ключового залізничного вузла Куп'янськ.
Одним з успішно виконаних завдань бригади була організація переправи бойових машин та особового складу через річку Сіверський Донець в селі Богородичне, що відкрило пряму дорогу на Святогірськ. 12 вересня Сили оборони України, в тому числі бійці Бригади «Рубіж» увійшли у Святогірськ на півночі Донецької області, згодом бійці бригади увійшли та звільнили село Новоселівку.
13 вересня українські війська створили плацдарм через річку Оскіл поблизу Борової До 17 вересня було підтверджено, що українські війська прорвали лінію російського фронту вздовж річки Оскіл. 17 вересня українські війська перейшли на лівий берег річки Оскіл.
Одним з завдань бійців Бригади «Рубіж» під час Слобожанських контрнаступальних дій було посилення підрозділів Збройних сил України під час бойових дій у напрямку міста Лиман. Внаслідок успішного ведення бойових дій до вечора 2 жовтня місто було успішно зачищено від залишків армії країни-агресора.
Бахмутський напрямок
З жовтня 2022 року бійці Бригади «Рубіж» брали участь у боях на Бахмутському напрямку.
Атаки на місто почалися у серпні 2022 року з південного сходу. Російські сили просувалися навколо міста у двох напрямках, беручи його з обох сторін у напівоточення. У січні 2023 року росіяни захопили Соледар, місто на північ від Бахмута, що суттєво ускладнило ситуацію для українських оборонців.
Основним завданням бійців Бригади «Рубіж» під час Бахмутської кампанії було ведення оборонних дій в населених пунках, які прилягали до міста Бахмут та недопущення прориву противника через рубежі оборони вглиб міста. Під час боїв на околицях міста особовий склад бригади вперше зіткнувся з найманцями ПВК «Вагнер», яких активно залучали до ведення бойових дій з боку рф, зокрема силами мобілізованих з числа колишніх ув'язнених.

Про один день боїв на околицях міста згадує воїн бригади з позивним «Мавродій»:
«Під Бахмутом, в нас була позиція, називалася „Жаба“. На все життя запам'ятаю той бій. Ми тоді зустрілися з вагнерівцями. Воювати з ними було тяжко, тоді був дуже сильний туман — на витягнуту руку вже нічого не було видно. Найманці цим скористалися та почали штурм. Але з нами на позиціях був боєць з позивним „Дід“, який ще в Чеченську війну воював проти росіян та мав просто колосальний досвід. Він казав, що нам необхідно протриматись лиш 20 хвилин та не відстрілювати з одного місця більше ніж один магазин. Так ми покажемо, що нас багато та ми надаємо супротив,— і вони втечуть. А нас було всього восьмеро. Так і сталося — ворог відступив, ми залишилися на тих позиціях. У нас були втрати, але ми стояли. Ми ще 8 діб обороняли ті позиції, ворог не зупинявся. У ті дні були найстрашніші для мене бої. Противник постійно штурмував групами по 6-8 осіб та сильно затискав нас вогнем. Ворог працював, як м'ясо. Вони так і не змогли нас вибити, ми відійшли лише тоді, коли наші сусіди відступили. Нас штурмували 8 діб підряд. Ми могли припинити стрільбу на пару годин вдень, але ворог одразу починав крити нас артою, іноді навіть застосовували ПТУРи по нашим позиціям, але доводилось триматися.»
Битва стала найкровопролитнішою з початку російського вторгнення, і найкривавішою битвою піхоти з часів Другої світової війни. У ЗМІ битву називали «фортеця Бахмут» або «Бахмутська м'ясорубка».

Зокрема, бійці бригади відзначилися в боях за населені пункти Курдюмівка, Кліщіївка та Іванград.
«Тут серед нас взагалі немає людини, яку б не крила артилерія. В Бахмуті я для себе засікав, скільки секунд взагалі не буває обстрілів і я нарахував всього 40 секунд тиші. А там нас крили 24 на 7. Досить прицільно, але я не розумів, що конкретно було їхньою ціллю. Вони працювали квадратами по місту та знищували його. В Іванграді наш небагаточисельний підрозділ обстрілюв практично весь арсенал російського озброєння — міномети, артилерія, по нас працювала авіація, нас „палили фосфором“, проте ми вистояли» — зі спогадів бійця з позивним «Сова» подій під Іванградом.
Під час битви за Бахмут противник почав широко застосовувати дрони як для повітряної розвідки місцевості, так і для нанесення вогневого ураження по позиціях Сил оборони України. Весною 2023 року, під час тактичного відходу підрозділів Сил оборони України від міста Бахмут противник розпочав масове використання FPV-дронів.
Сьогодення
З 2023 року військовослужбовці бригади виконують бойові завдання на Лимано-Куп'янському та Сіверському напрямках.
Влітку та восени 2024 року ротна тактична група Бригади «Рубіж» виконувала бойові завдання на Харківському напрямку, зокрема в районі населених пунктів Глибоке та Лук'янці.
В квітні 2025 року бригада увійшла до складу 2-го корпусу НГУ «Хартія».

## Структура
До складу Бригади «Рубіж» входять батальйони оперативного призначення, танковий батальйон і артилерійський дивізіон. Також у бригади є підрозділи безпілотної авіації, розвідки, зв'язку та логістики.
- Управління та штаб
- 1-й батальйон оперативного призначення[17]
- 2-й батальйон оперативного призначення[18]
- 3-й батальйон оперативного призначення «Свобода»[19][20]
- 4-й батальйон оперативного призначення «Сила Свободи»[21][22]
- Танковий батальйон[23]
- Бригадна артилерійська група
- Зенітний ракетний дивізіон
- Батальон Сил Підтримки
- Окремі підрозділи
- Рота розвідки спеціального призначення
- Батальйон безпілотних систем «Antares»
- батарея зенітних БпАК[24]

## Командування
- полковник Олександр Волошин (2015—2017)
- полковник Іван Миропольський (2017—2022)
- полковник Артем Ілюхін (2022—2024)
- полковник Дмитро Бухало (2024—2025)[25]
- полковник Сергій Сідорін (з січня 2025)[26]

## Символіка
Бригада оперативного призначення Національної гвардії України має символічну назву «Рубіж». Вона асоціюється з межею і кордоном та добре пасує збройному формуванню, яке від початку війни тримає оборонні рубежі держави й повертає захоплені ворогом території.
Із цим найменуванням пов'язане також гасло бригади — «Повертаємо законні рубежі країни». Цей девіз підкреслює, що бригада орієнтована на визволення тимчасово окупованих територій, відновлення територіальної цілісності та виходу на лінію державного кордону України.
На нарукавному знаку бригади «Рубіж» зображений стилізований герб України — Тризуб золотого кольору на чорному щиті. Візуально його витримано в мінімалістичному стилі з алюзією на офіційну емблему НАТО — білу чотирипроменеву зірку в колі на синьому тлі.
Стилізована «роза вітрів» символізує спільний шлях до миру, обраний членами Організації Північноатлантичного договору. На емблемі бригади «Рубіж» її графічно вписано у Тризуб як державний герб України. Це підкреслює прагнення нашої держави долучитися спільного безпекового простору з країнами Північноатлантичного Альянсу.
Також нарукавна емблема «Рубежу» наголошує, що 4-та бригада оперативного призначення Національної гвардії України від самого початку формування створювалась з дотриманням стандартів НАТО.

## Втрати

### 2017
- Дмитренко Вадим Сергійович, солдат, загинув 8 жовтня 2017.[28]

### 2019
- Марків Олександр Сергійович, старший лейтенант, 27 вересня 2019[29]
- Антиков Дмитро Миколайович, старшина, 24 жовтня 2019, Світлодарська дуга.[30]
- Михальчук Сергій Олександрович, сержант, 14 грудня 2019.[31]

### 2022
- Тимченко Олександр Олександрович, молодший сержант, загинув 26 лютого 2022 р.
- Амелін Артем Андрійович, старший солдат, загинув 26 лютого 2022 р.
- Кішкін Сергій Володимирович, сержант, загинув 26 квітня 2022.[32][таймкод?]
- Лещишин Богдан Григорович, підполковник, загинув 12 березня 2022 р.
- Єфімчук Олександр Михайлович, старший механік-водій. Загинув 5 травня 2022 року біля Рубіжного[33]
- 18 серпня; солдат Козлов Євгеній Юрійович
- Чичкан Валентин Михайлович, сапер. Загинув 23 вересня 2022 в місті Ізюмі[34]
- Лєбєдєв Олег («Крилатий»), старший солдат. Загинув 12 жовтня 2022 в районі села Іванград під Бахмутом Донецької області.[35]

### 2023
- Степан Олександрович Черноштан, загинув 31 серпня 2023 року на Бахмутському напрямку.[36]

### 2024
- Білюк Даниіл Сергійович («Тамплієр»), кулеметник. Загинув 30 квітня 2024 на Бахмутському напрямку, перед цим сам знищив ціле вороже відділення та захистив позиції і своїх побратимів.
- Гагуа Борис Іванович («Маджахед»), старший солдат. Загинув 13 травня 2024 в районі села Макіївка Луганської області.[37]
- Михайло Комов, молодший сержант, командир бойової машини — командир відділення. Загинув 10 червня 2024 року поблизу Макіївки Сватівського району Луганської області[38].
- Андрій Андрейко, 47 років. Загинув 24 червня 2024 року під час виконання бойових дій поблизу с. Спірне Бахмутського району в Донецькій області[39].
- Процько Олександр Миколайович. Загинув 1 липня 2024 року під час виконання бойових дій у с. Спірне Бахмутського району в Донецькій області[40].
- 6 жовтня; старший солдат Особа Василь Васильович
- 14 жовтня; старший лейтенант Чухно Олександр Іванович
- 9 листопада, солдат Стужук Павло Віталійович[41][42][43]

### 2025
- 15 липня 2025 — Дмитро База. Помер від отриманих поранень[44].

### Нагороджені
Найвищими державними нагородами відзначені:
- Михальчук Сергій Олександрович, сержант, Герой України (2020, посмертно)[31]
- Тимченко Олександр Олександрович, молодший сержант, Герой України (2022, посмертно)
- Амелін Артем Андрійович, старший солдат, Герой України (2022, посмертно)
- Лещишин Богдан Григорович, підполковник, Герой України (2022, посмертно)
- Носенко Микола Анатолійович, головний сержант, Герой України (2022, посмертно)
- Жержевський Сергій Олександрович, старший солдат, Герой України (2022, посмертно)
- Козлов Євгеній Юрійович, солдат, Герой України (2024, посмертно)
- Бомко Микола Дмитрович, штаб-сержант, Герой України (2024, посмертно)
- Голуб Роман Миронович, молодший сержант, Герой України (2025, посмертно)
- Дзюбка Олексій Миколайович, молодший сержант, Герой України (2025, посмертно)
- Стоцький Владислав Володимирович, старший лейтенант, Герой України (2025)[45]
- Омеляненко Роман Володимирович, старший солдат, Герой України (2025)[46]
- Новік Леонід Володимирович, солдат, Герой України (2025, посмертно)[47]
- Хомяк Олександр Вікторович, старший солдат, Герой України (2025, посмертно)[48]
- Іващенко Володимир Петрович, молодший сержант, Герой України (2025, посмертно)[49]
- Чухно Олександр Іванович, лейтенант, Герой України (2025, посмертно)[50]

### Відео
- 4-та бригада оперативного призначення НГУ «Рубіж» — Шеврони, що наближають перемогу України // ВІДЕО
- Гвардія Наступу. Бригада «Рубіж». Командир Артем Ілюхін.